# Stefan Reck
Stefan Reck (* 28. November 1954 in Lippstadt) ist ein deutscher Schauspieler.

## Leben und Karriere
Seine Schauspielausbildung absolvierte Reck u. a. an der Hamburger Hochschule für Musik und darstellende Kunst. 1979 bis 1984 war er Ensemblemitglied der Berliner Schaubühne, wo er in Inszenierungen von Luc Bondy, Klaus Michael Grüber sowie in Peter Steins Orestie und Klassen Feind zu sehen war. Außerdem spielte er 1984 am Theater der Freien Volksbühne Berlin in Peter Zadeks Ghetto. 1988 bis 1991 war er am Nationaltheater Mannheim engagiert, wo er unter anderem Gary in Der nackte Wahnsinn und Fritz in Liebelei spielte. Seitdem ist er als freier Schauspieler in Berlin, München, Düsseldorf und Hamburg sowie in diversen Filmen und im Fernsehen zu sehen. Er spielte unter anderem in der Neuverfilmung von Fabrik der Offiziere und Episoden der Serien Der Alte und Derrick. Seine bekanntesten Rollen sind die des Psychologen Dr. Frieder Tamm in der Serie Alles außer Mord und die des Rechtsanwalts Bruno Pelzer in Liebling Kreuzberg. Neben Rollen in Film und Fernsehen stand er auch weiterhin auf der Theaterbühne, unter anderem in der Rolle des Frédéric Chopin in dem Stück Sommer in Nohant, zusammen mit der Schauspielkollegin Renan Demirkan. 2010 spielte er bei den 60. Bad Hersfelder Festspielen Basow in Sommergäste und Geßler in Wilhelm Tell. 2011 war er in gleich drei Produktionen der Bad Hersfelder Festspiele zu sehen und wurde mit dem Zuschauerpreis der Festspiele ausgezeichnet. 2015 spielte er Barack, den Polizeibeamten, in der Komödie der Irrungen (Inszenierung: Dieter Wedel) in Bad Hersfeld. Ab Beginn der Spielzeit 2011/12 war er Ensemblemitglied des Theaters und Orchesters Heidelberg. Zur Spielzeit 2015/16 wechselte er erneut zum Ensemble des Nationaltheaters Mannheim.
Reck lebt in Berlin.

## Filmografie (Auswahl)
- 1979: PS (Staffel 4: PS – Feuerreiter)
- 1979–1980: Ein Kapitel für sich
- 1983: Klassen Feind
- 1985: Gambit
- 1985–1992: Der Alte (TV-Serie, fünf Folgen)
- 1987: Praxis Bülowbogen
- 1987–1990: Derrick (TV-Serie, fünf Folgen)
- 1988: Der große und der kleine Klaus
- 1988: Fabrik der Offiziere
- 1988: Polizeiinspektion 1 (TV-Serie, eine Folge)
- 1989–2005: Ein Fall für zwei
- 1991: Löwengrube
- 1993: Morlock
- 1993: Tatort – Deserteure (TV-Reihe)
- 1993: Der große Bellheim
- 1993: Stunde der Füchse
- 1994–1996: Alles außer Mord
- 1996: Der Schattenmann
- 1997–1998: Liebling Kreuzberg
- 1997: Busenfreunde
- 1998: Busenfreunde 2
- 1998: Polizeiruf 110 – Hetzjagd (TV-Reihe)
- 1998: Der Bulle von Tölz: Berg der Begierden
- 1999: Kommissar Rex (Staffel 5; Folge 1 : Die Todesliste)
- 2000: Verbotenes Verlangen – Ich liebe meinen Schüler
- 2000: Dr. Stefan Frank – Der Arzt, dem die Frauen vertrauen – Schmerzende Gedanken
- 2000: Stubbe – Von Fall zu Fall – Baby-Deal
- 2001: Das Glück ist eine Insel
- 2003: Denninger – Doppeltes Spiel
- 2005: Der Dicke – Der Preis der Ehre
- 2005: Tatort – Ohne Beweise
- 2007: Der Bulle von Tölz: Feuer und Flamme
- 2007–2008: Familie Sonnenfeld
- 2008: Kreuzfahrt ins Glück (Fernsehserie, 1 Folge)
- 2008–2009: Marie Brand (Fernsehreihe, → siehe Folgen)
- 2011: Wilsberg – Im Namen der Rosi (Fernsehserie)